# 아래곧은근
아래곧은근(inferior rectus muscle) 또는 하직근(下直筋)은 눈확에 위치한 근육으로 바깥눈근육 중 하나이다. 온힘줄고리에서 시작되어 안구의 아래앞면에 닿는다. 눈을 내리는 역할을 한다.

## 구조
아래곧은근은 온힘줄고리에서 일어나 안구의 아래앞면에 닿는다. 닿는곳의 너비는 10.5mm가량이며, 각막가장자리에서 7mm 정도 떨어져 있다.

### 혈액 공급
눈동맥의 아래근육가지가 아래곧은근에 혈액을 공급한다. 또한 눈확아래동맥의 가지가 혈액을 공급하기도 한다. 혈액을 들이는 정맥에는 눈정맥의 아래근육가지, 간혹 눈확아래정맥의 가지가 있다.

### 신경 분포
눈돌림신경(제3뇌신경)의 아래갈래가 아래곧은근을 지배한다.

### 발생
아래곧은근은 발생기에 머리뼈 눈확 안의 중배엽에서 발생한다. 이는 다른 바깥눈근육과도 비슷하다.

### 위치 관계
아래곧은근의 닿는곳은 안쪽곧은근의 닿는곳으로부터 6mm, 가쪽곧은근의 닿는곳으로부터 8mm가량 떨어져 있다. 동공의 섬모체근을 지배하는 부교감신경계 성분의 가지가 아래곧은근 근처를 지나간다.

### 변이
아주 드물게 아래곧은근이 선천적으로 없는 경우가 있다. 이로 인해 안구를 아래로 내릴 수 없게 된다.

## 기능
아래곧은근은 안구를 내리거나, 모으거나, 바깥쪽으로 돌리는 것을 돕는 역할을 한다. 안구를 완전히 벌린 상태일 때 동공을 내리는 것이 가능한 유일한 근육이다.

## 임상적 중요성

### 사시
아래곧은근이 손상되거나, 약해지거나, 마비된다면 사시의 원인이 된다. 아래곧은근이 제대로 기능하지 못하면 위곧은근이 더 강한 채로 남아 눈이 올라가게 된다. 경미한 경우에는 안경을 이용하여 점진적으로 교정할 수 있다. 사시가 심한 경우라면 대신 수술을 통해 위곧은근을 약간 약하게 하여 눈이 올라가는 것을 줄이고 사시를 교정할 수 있다. 수술로 인해 사시를 과도하게 교정하게 될 수도 있으나 일반적으로는 성공적으로 끝나는 수술이다.

### 수술
아래곧은근에 수술을 하는 경우 동공의 섬모체근으로 가는 부교감신경 가지를 손상시킬 수 있다. 근처의 다른 혈관이나 신경도 손상될 수 있다.

## 추가 이미지

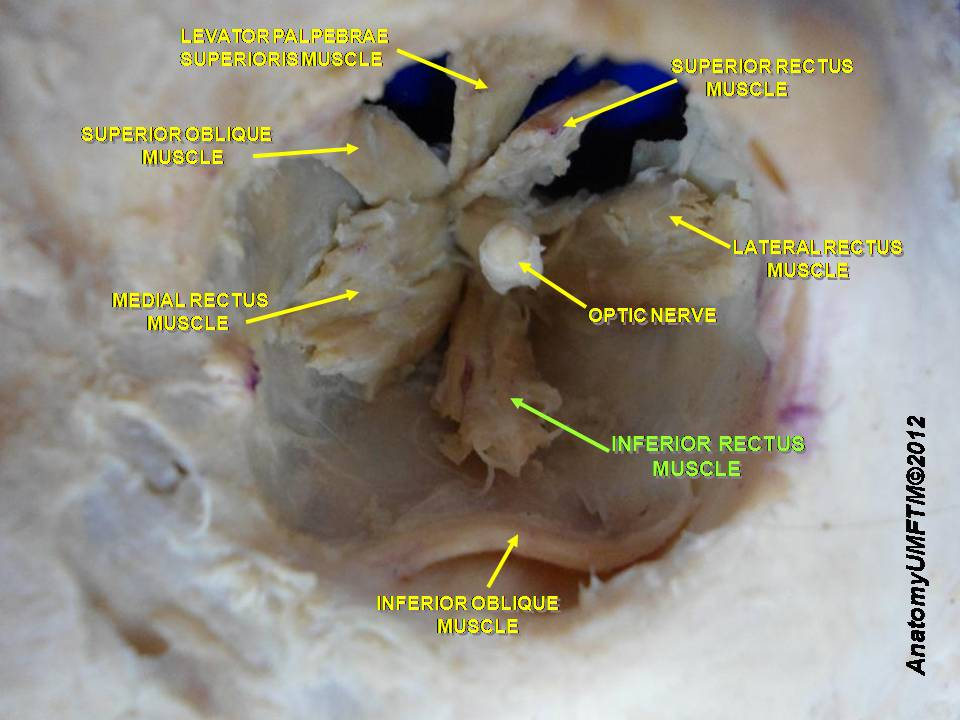
아래곧은근
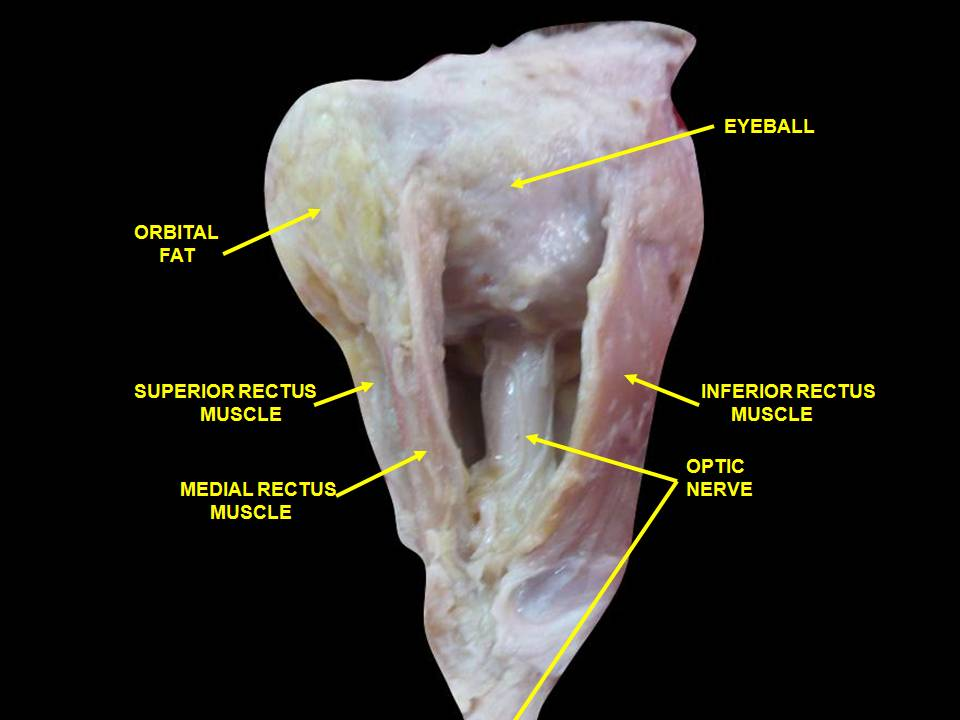
바깥눈근육과 눈확의 신경. 깊은 해부.